# Episimus argutana
Episimus argutana är en fjärilsart som beskrevs av James Brackenridge Clemens 1860. Episimus argutana ingår i släktet Episimus och familjen vecklare. Inga underarter finns listade i Catalogue of Life.